# Franz Xaver Riedel

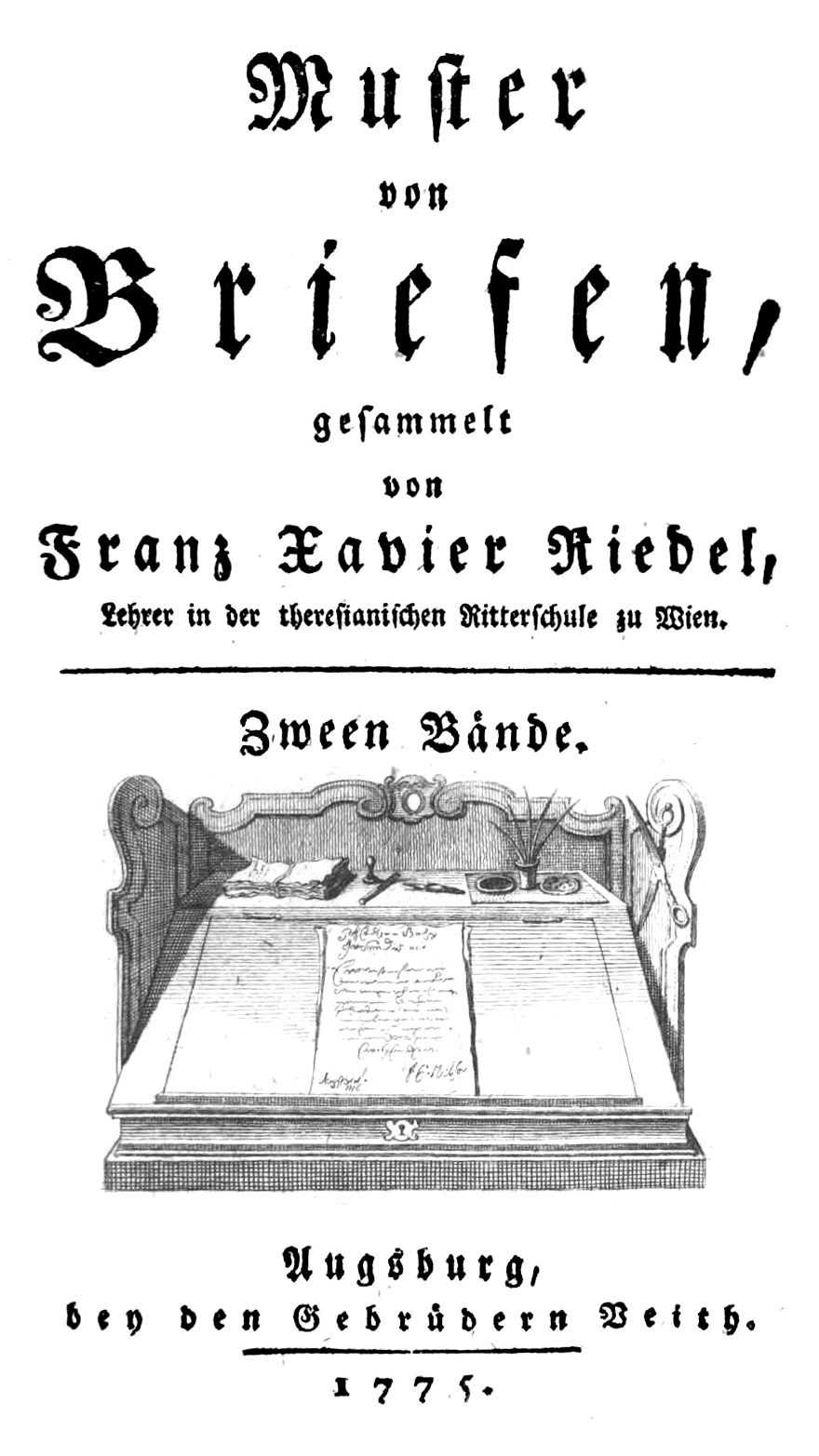
Franz Xaver Riedel: Muster von Briefen, Titelseite

Franz Xaver Riedel (* 15. Oktober 1738 in Mautern an der Donau; † 30. Oktober 1773 in Güns (Ungarn)) war ein österreichischer Jesuit, Lehrer und Autor.

## Leben
Riedel trat mit 16 Jahren ins Noviziat der Jesuiten ein und erhielt eine vielseitige Ausbildung. Nach der Profess wirkte er als Lehrer für alte Sprachen und Literatur, Poetik und Baukunst an jesuitischen Gymnasien in Graz und Linz sowie zuletzt an der Theresianischen Ritterakademie in Wien. Wegen der Aufhebung des Jesuitenordens 1773 ging er nach Güns, wo er noch im selben Jahr 35-jährig starb.
Riedel war mit dem jesuitischen Gelehrten Michael Denis befreundet. Von seinen Schriften hatten die Nachdichtungen lateinischer Hymnen Lieder der Kirche aus den römischen Tagzeiten und dem Meßbuche übersetzt (1773 erschienen) die größte Nachwirkung. In ihnen findet sich auch das bis heute viel gesungene Lied Deinem Heiland, deinem Lehrer, Riedels Übertragung des Fronleichnamshymnus Lauda Sion Salvatorem, das in den meisten Gotteslob-Diözesanteilen enthalten ist. Seine dichterische Sprache ist von Klopstock beeinflusst.

## Schriften
Die meisten von Riedels Werken erschienen erst postum im Druck.
- Die Klagelieder Jeremiä verteutscht, Wien 1761
- Metrische Uebersetzung aller biblischen Lieder, Wien 1771
- Lieder der Kirche aus den römischen Tagzeiten und dem Meßbuche übersetzt, Wien und Augsburg 1773
- Deutsche Sammlung von Briefmustern für die Jugend, Wien 1775 (später unter dem Titel Muster von Briefen in Augsburg aufgelegt)
- Das Buch Job in zwölf Gesängen, Pressburg 1779
- Anfangsgründe der Kriegsbaukunst, Wien 1777, und Anfangsgründe der bürgerlichen Baukunst, Wien 1786, Übersetzungen lateinischer Schriften von Johann Baptist Izzo SJ